# الیک
الیک (به انگلیسی: Alike) یک روستا در هند است که در کارناتاکا واقع شده‌است.

## خصوصیات
الیک ۵٬۷۶۶ نفر جمعیت دارد.